# Glitterhouse Records
La Glitterhouse Records è una casa discografica indipendente tedesca con sede a Beverungen formata nel 1989 da Reinhard Holstein, già fondatore della omonima fanzine musicale attiva negli anni 80.

## Descrizione
Il nome deriva dal titolo dell'album del gruppo Medium Medium, di cui Holstein aveva una copia posizionata in cima alla pila dei suoi vinili.
L'etichetta iniziò come distributrice dei singoli a 7" dell'etichetta australiana Citadel Records, seguita dalla pubblicazione di compilation su cassetta allegate alla fanzine. A seguito dell'accordo distributivo con la Sub Pop Records, prima pubblicazione Rehab Doll dei Green River, furono i primi in Europa a pubblicare un brano dei Nirvana, sulla compilation Sub Pop Rock City. Divennero distributori anche del catalogo Amphetamine Reptile Records.
La svolta avvenne nel 1989, con la decisione di mettere sotto contratto gruppi hard rock chitarristico come Monster Magnet, Bullet Lavolta e Sister Double Happiness.
Dopo la separazione dalla Sub Pop l'etichetta decise di pubblicare autonomamente i The Walkabouts, principale gruppo tuttora sotto contratto.